# Opius cochisensis
Opius cochisensis är en stekelart som beskrevs av Fischer 1965. Opius cochisensis ingår i släktet Opius och familjen bracksteklar. Inga underarter finns listade i Catalogue of Life.